# Губенка (приток Куньи)
Губенка — река в России, протекает по Торопецкому району Тверской области и Великолукском районе Псковской области. Длина реки составляет 22 км. Площадь водосборного бассейна — 126 км².
Исток реки находится на территории Пожинского сельского поселения Торопецкого района. Река берёт начало южнее села Овсище. Течёт сначала на север, затем на запад. Устье реки находится в населённом пункте Павлово на территории Букровской волости в 101 км по правому берегу реки Кунья. Высота устья — 89 м над уровнем моря.
В 7 км от устья слева в Губенку впадает Мещена.

## Данные водного реестра
По данным государственного водного реестра России относится к Балтийскому бассейновому округу, водохозяйственный участок реки — Ловать и Пола, речной подбассейн реки — Волхов. Относится к речному бассейну реки Нева (включая бассейны рек Онежского и Ладожского озера).
Код объекта в государственном водном реестре — 01040200312102000023339.